# International Dunhuang Project

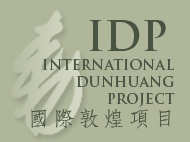
Logotype du IDP

Le International Dunhuang Project, abrégé IDP, est un effort de collaboration international visant à conserver, cataloguer et numériser les manuscrits, textes imprimés, peintures, textiles et artéfacts de Dunhuang et de plusieurs autres sites archéologiques sur la limite est de la route de la soie. Le projet a été établi par la British Library en 1994, et comprend maintenant vingt-deux institutions dans douze pays. Le 1er mars 2016, le catalogue en ligne contenait 137 812 entrées et 483 721 images. La plupart des manuscrits sont des textes écrits en chinois, mais plus de quinze différentes écritures et langues sont représentées dont la brahmi, l'alphabet kharoshthi, le khotanais, le sanskrit, le tangoute, l'alphasyllabaire tibétain, l'alphabet tocharien et l'alphabet ouïghour.

## Sources
- (en) Cet article est partiellement ou en totalité issu de l’article de Wikipédia en anglais intitulé « International Dunhuang Project » (voir la liste des auteurs).